# Chrabrany
Chrabrany jsou obec v okrese Topoľčany v Nitranském kraji na západním Slovensku. Žije v ní 932 obyvatel.

## Historie
Podle archeologických nálezů bylo území obce osídleno v období neolitu a nálezy dokládají také osídlení v období Velkomoravské říše. První písemná zmínka o vesnici pochází z roku 1291, kde je uváděná jako Hrabor. Od roku 1335 vesnici vlastnil rod Ludaniců z Ludanic, od roku 1549 Dolgosovci. V roce 1687 byli vlastníky Erdődyové a od roku 1869 rod Stummerů. Od roku 1808 je používán název obce Chrabrany.
V roce 1715 bylo v obci devatenáct domácností a jsou uváděny vinice, v roce 1787 v 48 domech žilo 383 obyvatel, v roce 1828 v 59 domech žilo 416 obyvatel. V roce 1902 postihl obec zničující požár.
Hlavní obživou bylo zemědělství.
V roce 1976 byla obec připojena k městu Topoľčany. Po referendu v roce 1990 se osamostatnila. Od roku 1999 je součástí sdružení mikroregionu Svornosť.

## Přírodní poměry
Obec leží ve střední části Nitranské pahorkatiny, na terasách levostranného údolí řeky Nitry. Nadmořská výška odlesněného území se pohybuje v rozmezí 158–241 metrů, střed obce se nachází ve výšce 170 metrů. Třetihorní usazeniny jsou pokryté v kopcovité části spraší, v údolní části nivními sedimenty. Obcí protéká potok Bojnianka, který se vlévá do řeky Nitry.
Celková rozloha území obce je 7,95011 km², z toho v roce 2020 připadalo 87 % na zemědělskou půdu. Využití půdy (2020): 84 % orná půda, 3 % zahrady. V roce 2023 připadalo 693,55 ha na zemědělskou půdu, z toho 669,56 ha byla orná půda a 23,28 ha zahrady. Na zastavěné plochy a nádvoří připadalo 57,45 ha, lesy pokrývaly 10,89 ha.
Obec sousedí:
| Urmince  | Nemčice |                    |
| Ludanice |         | Nitrianska Streda  |
|          |         | Čeľadince, Kovarce |

## Doprava
V roce 1881 byla přes obec postavena železniční trať Nové Zámky – Prievidza (z Topoľčan do Nových Zámků) a v roce 1943 zřízena zastávka a obec byla elektrifikována. Obcí vede silnice I/64 z Komárna do Žiliny.

## Pamětihodnosti
Římskokatolický filiální kostel svaté Anny postaven v roce 1718. Původní barokní kaple, kterou nechal postavit v roce 1718 Jozef Erdödy s manželkou, byla rozšířena o laď a sakristii v roce 1944. Jednolodní kostel s polygonálním závěrem (kněžiště) s přistavěnou sakristií a vestavěnou věží měl v lodi segmentovou klenbu a v kněžišti valenou klenbu v lunetami. V roce 1996 byla prodloužena loď a přestavěna věž. V roce 2009 proběhla rekonstrukce exteriéru a interiéru. Římskokatolická farnost Chrabrany náleží pod farnost Nitrianska Streda, děkanát Bošany diecéze nitrianská.